# Agathis orbicula
Agathis orbicula ist eine Pflanzenart aus der Familie der Araukariengewächse (Araucariaceae). Sie kommt endemisch auf der Insel Borneo vor.

## Beschreibung
Agathis orbicula wächst als immergrüner Baum, der Wuchshöhen von bis zu 40 Metern erreichen kann. Die dunkelbraune Stammborke blättert in unregelmäßig geformten Platten ab und weist einige verstreute Lentizellen auf. Die innere Rinde hat eine körnige Oberfläche und ist rötlich braun gefärbt. Das Harz ist gelblich.
Junge Blätter stehen an einem kurzen Blattstiel und sind bei einer Länge von rund 6,5 Zentimetern und einer Breite von etwa 2,8 Zentimetern rundlich mit einem spitzen Blattende geformt. Ältere Blätter haben ebenfalls einen kurzen Blattstiel und sind bei einer Länge von 2,4 bis 3,6 Zentimetern sowie einer Breite von 1,2 bis 2,4 Zentimetern oval bis kreisförmig geformt. Das Blattende ist spitz zulaufend, hat aber eine stumpfe Spitze. Die Blattunterseite ist blaugrün gefärbt.
Die männlichen Blütenzapfen haben einen 0,2 bis 0,3 Zentimeter langen Stiel und sind bei einer Länge von 9 bis 14 Zentimetern und einer Dicke von 0,4 bis 0,6 Zentimetern eiförmig bis zylindrisch geformt. Die elliptischen weiblichen Zapfen werden etwa 7 Zentimeter lang und rund 4,5 Zentimeter dick. Sie bestehen aus schuppenartigen, später elliptischen Zapfenschuppen.

## Verbreitung und Standort
Das natürliche Verbreitungsgebiet von Agathis orbicula liegt auf der zum Malaiischen Archipel gehörenden Insel Borneo. Es umfasst dort fünf Vorkommen in den beiden malaiischen Bundesstaaten Sabah und Sarawak und zwei in der indonesischen Provinz Kalimantan Timur.
Die Art gedeiht in Höhenlagen von 450 bis 1050 Metern. Sie wächst verstreut in Regenwäldern und Kerangas auf niedrigen Bergen und Hochebenen.
Agathis orbicula wird in der Roten Liste der IUCN als „stark gefährdet“ eingestuft. Als Hauptgefährdungsgrund wird die Übernutzung genannt, welche die natürliche Verjüngungsrate der Art übersteigt. Der Gesamtbestand gilt als rückläufig.

## Systematik
Agathis orbicula wird innerhalb der Gattung der Kauri-Bäume (Agathis) der Sektion Agathis zugeordnet.
Die Erstbeschreibung als Agathis orbicula erfolgte 1979 durch David John de Laubenfels in Blumea, Band 25, Nummer 2, Seite 540.

## Nutzung
Das Holz von Agathis orbicula gilt als wertvoll und wird genutzt.